# Doradca podatkowy
Doradca podatkowy – osoba fizyczna uprawniona do wykonywania czynności doradztwa podatkowego.
Ramy prawne dla funkcjonowania zawodu doradcy podatkowego w Polsce zostały ustalone w ustawie z dnia 5 lipca 1996 roku o doradztwie podatkowym (Dz.U. z 2021 r. poz. 2117).